# Cinco W

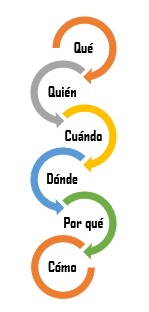
Gráfico que muestra los pasos de las 5W, donde se incluye la sexta pregunta.

Las cinco W (5W) es una técnica con la que se consigue transmitir un mensaje eficazmente. Es la manera más sencilla y completa de presentar información. El origen de las 5W se remonta a hace por lo menos 28 siglos, aunque hoy en día se han añadido más preguntas a este grupo básico, principalmente en el mundo periodístico.
- Qué: son los acontecimientos, acciones o ideas que constituyen una noticia. Por ejemplo: Un accidente de moto en el que murieron dos personas.
  - A veces, se incluye la pregunta Cuánto (How much o How many), pero esta forma parte del Qué. Por ejemplo: Provocó daño a propiedad privada con un valor de $500.
- Quién/Quiénes: son los protagonistas, los personajes que aparecen en la noticia. Por ejemplo: Los occisos fueron dos jóvenes de 16 y 17 años.
- Cuándo: sitúa la acción en un tiempo concreto. Se debe indicar su inicio, duración y fin. Por ejemplo: El incidente ocurrió el sábado a las 3 de la madrugada.
- Dónde: el espacio o lugar dónde han ocurrido los hechos. Por ejemplo: En el kilómetro 18 de la A-6 a la altura de Las Rozas.
- Por qué: son las razones por las que ha ocurrido un acontecimiento. En ocasiones es necesario incluir los antecedentes. Por ejemplo: Según las fuentes locales, el conductor había ingerido alcohol.
  - Dentro de esta pregunta también se puede contestar Para qué, el fin último de una acción. Por ejemplo: Previo al accidente, el conductor hizo una parada para intentar recuperar los sentidos.
- Cómo: circunstancias en las que se desarrollan los hechos. El motociclista derrapó, estrellándose contra una gasolinería y arrollando a uno de los trabajadores del establecimiento.

Estas preguntas son la esencia de una noticia.

## Origen
Las 5W fueron establecidas por el filósofo Aristóteles en su obra Ética nicomáquea, desde entonces han ido evolucionando. Sin embargo, el nombre de 5W se populariza por las mismas palabras inglesas: what, who, where, when and why. Más tarde, se añadió una sexta cuestión: cómo (how).
En 1948, el sociólogo Harold Lasswell formula su modelo o Paradigma de Lasswell (Teoría de dos pasos): "una forma de describir convenientemente un acto de comunicación es la que surge de la respuesta de las siguientes cuestiones: ¿Quién, dice qué, en qué canal, a quién y con qué efectos?".
La novedad de Lasswell fue introducir el canal y los efectos, siendo el canal la forma en la que un mensaje llega a su audiencia y los efectos el qué pasaría una vez el receptor lo haya recibido. A finales del siglo XIX, Melville Elijah Stone, el primer director de la agencia Associated Press, ya había advertido que la entradilla o lead era la parte más importante de la noticia. El periodista debe aplicar una redacción consistente en responder las preguntas de: quién, qué, cuándo, dónde y por qué.

## Definición

Las 5W son un estilo o guía del periodista para saber cómo organizar una información, recoger los elementos más importantes de una noticia y entender su contexto.
- Qué: lo que se habla, su relevancia y su interés.
- Quiénes: los protagonistas de los hechos relatados.
- Cuándo: conocer y situarnos en el tiempo en el que se dio la noticia.
- Dónde: el lugar.
- Por qué: la explicación.

Además de las 5W: qué, quién, cuándo, dónde y por qué, se puede añadir una sexta: cómo. E incluso una séptima: For What - para qué.
Las 5W son la esencia de una noticia. Garantiza el conocimiento completo y preciso para escribir o cubrir un acontecimiento relevante y la presentación detallada de una noticia o informe.

## Las 5W en el periodismo
Cuando el periodista se enfrenta a un acontecimiento que quiere convertir en noticia necesita recopilar información, y, para ello, recurirrá a varias fuentes. Esos datos pretenden ofrecer respuestas a preguntas que tiene el periodista, y que posteriormente, el lector necesitará para comprender los hechos.
Para Alberto D. Prieto de El Mundo (España): las 5W "encierran el secreto del periodismo".  La aplicación de esta regla se hizo imprescindible a la hora de explicar la estructura interna de la noticia, formada por el lead (donde estarán las respuestas a estas preguntas) y el cuerpo (donde se amplía la información de mayor interés a menos) y siguiendo la técnica de la pirámide invertida.
En el periodismo, las 5W, deben responderse en la Entradilla, pero no es necesario que se respete ningún orden concreto a la hora de hacerlo.

### Las nuevas 6W (5W+1H)
Roberto Herrscher reconoce la crítica que han hecho los periodistas posmodernos y neomarxistas al esquema clásico de las preguntas básicas, señalando que contiene sesgos que pueden ser usados para malinformar o desinformar al lector. Por lo tanto, el autor propone que no se abandone este esquema por completo sino que se le hagan reformas o, más bien, que se ahonde en la información, de modo que tengan varios niveles de profundidad.
¿Qué? (what): el primer nivel es el relato fidedigno de los hechos. En el segundo nivel, de profundización, se cuestiona qué tanto del relato es real y cómo se puede comprobar. Por otro lado está a qué se le va a dar privilegio en la redacción y si debe completarse la información con una recapitulación de información previa. En el tercer nivel, está el debate ético de lo que es digno de presentarse en el medio y los límites de la vida privada y la vida pública.
¿Quién? (who): en el primer nivel se informa sobre quién hizo qué a quién o quién dijo qué a quién. A profundidad, el segundo nivel expone quién es realmente de quien hablamos, porqué nos importa, su status y lo que representa según las categorías de personaje singular, poderoso o representante de un colectivo. El tercer nivel se refiere a los datos personales y la semblanza de los personajes. También hay una identificación entre lo que es el nosotros y el los otros que están adheridos al personaje.
¿Dónde? (where): en el primer nivel se responde el lugar donde sucedió el hecho. El segundo nivel habla del lugar donde fue la decisión o el lugar donde se aplicó; también se ofrece una descripción del lugar. En el tercer nivel se lleva al lector al lugar de los hechos a través de los " sentidos y se le enseña lo normal y lo extraño en lo normal y lo extraño del contexto del lugar donde se sitúa la noticia.
¿Cuándo? (when): en el primer nivel se trata la fecha exacta, el día y la hora. Para profundizar, en el segundo nivel se entiende el contexto, se compara lo que es el tiempo entendido por las personas y entendido según el hecho, las percepciones de la gente en el espacio de tiempo cuando se dio el hecho y cómo influyen los hechos pasados o presentes en el futuro. En el último nivel también se cuestiona el poder de la fuente y del medio, se explica porqué en ese momento y no en otro se publica la noticia. El medio tiene el poder de manejar el tiempo de la publicación y plantear los hechos del pasado que son importantes para el presente.
¿Por qué? (why): en el primer nivel se expone la razón de la acción y qué se logra con esa acción. En el segundo nivel se explica las razones dichas y las ocultas, las razones de cada bando, el porqué y el para qué y, por último, las consecuencias. En el último nivel se indica la lógica de los personajes y lo comprensible para grupos y épocas distintas.
¿Cómo? (how): es una expansión del qué (cómo del qué). En el primer nivel explica la forma, detalles y cronología del hecho. En el segundo nivel se explica el cómo para que el lector entienda mejor el qué, de este modo se da un contexto a través de la descripción y se lleva al lector al ambiente del hecho. En el tercer nivel se narra, se ve el periodismo como relato de un hecho.

### Las 5W en las nuevas tecnologías
Con Internet han aparecido nuevas fuentes de información. En el periodismo digital se siguen empleando como estructura por excelencia manteniendo las cualidades del periodismo escrito. Con los medios digitales, los formatos periodísticos se han reformulado, pero aun así deben respetar las 5 W´s.
Para periodismo.com: "las 5W nos permiten ver si una información está completa, cada pregunta debe obtener una respuesta basada en datos concretos".

## Ejemplo de aplicación
Partiendo de la siguiente noticia del medio español El País se verá cómo quedan resueltas las 5 incógnitas:
"Condenado en México uno de los asesinos de la periodista Miroslava Breach. Juan perro Moreno Ochoa, El mono, preparó y ordenó el asesinato de la reportera en 2017. Breach había denunciado la cercanía de políticos y delincuentes en la sierra de Chihuahua, al norte del país".
- Qué: condenado por matar a una periodista.
- Quién/Quienes: Juan Carlos Moreno Ochoa.
- Cuándo: 2017.
- Dónde: México.
- Por qué: preparar y ordenar el asesinato.
También, en el cuerpo de la noticia, está el cómo: "contrató a dos sicarios".

## Otros usos
Las 5W permiten presentar las informaciones de manera sencilla y completa. Esta fórmula no solo se utiliza en el periodismo, también está presente en la investigación científica y policial. Gracias a ellas el receptor entiende claramente el mensaje. Las 5W permiten obtener la historia de algo, cada pregunta debe responderse con datos concretos.